# Juicy Couture
Juicy Couture — американский бренд одежды и аксессуаров. Под брендом Juicy Couture выпускается различная продукция как для людей, так и для домашних питомцев. Продукция производится во Вьетнаме, Китае и США.

## История
Началось всё с двух жительниц Калифорнии Памелы Скайст Леви и Гелы Тейлор, которые были хорошими приятельницами. Сначала они создавали удобную одежду для беременных женщин под маркой “Travis Jeans”, но так как рынок был достаточно узкий, подруги решили двигаться вперед. Так в 1997 году появился новый бренд Juicy Couture.
Свою популярность бренд получил именно на начале 2000х благодаря своим легендарным велюровым костюмам, которые так полюбились Голливудским дивам того времени: Бритни Спирс, Пэрис Хилтон (которая также наряжала свою чихуахуа в ошейники и кофточки Couture), Мадонна, Ким Кардашьян, Линдси Лохан, Дженифер Лопес. Также их костюмы можно увидеть на актрисах во многих известных Американских фильмах и сериалах. Одной из них есть Ева Лонгория которая играла Габриэль Солис из сериала «Отчаянные домохозяйки».
В 2014 году бренд купила американская компания Liz Claiborne fashion. Бренд стал терять популярность после прихода минимализма в моду. Интересные дизайны из 2000х и ранних 2010х заменили однотонные принты, а также одна большая надпись “Juicy” готическими буквами из страз Swarovski.